# 池田澄延
池田 澄延（いけだ すみのぶ）は、因幡鹿奴藩（鳥取東館新田藩）の第4代藩主。

## 略伝
寛延3年（1750年）11月15日、第3代藩主・池田仲庸の長男として鳥取館で生まれる。母が身分の低い側室だったため、はじめ京都西本願寺に預けられて育った。宝暦3年（1753年）12月に父の元に戻り、宝暦4年（1754年）2月に世子に指名された。宝暦8年（1758年）、父の死去により家督を継いだ。
宝暦10年（1760年）、大手組防火を任じられ、明和2年（1765年）12月18日に従五位下・飛騨守に叙位・任官する。明和3年（1766年）3月に公家接待役を務め、明和5年（1768年）に江戸城常盤橋門番を任じられた。12月11日に摂津守に遷任する。明和6年（1769年）9月3日、江戸で死去した。享年20。跡を同母弟で養子の延俊が継いだ。